# Palazzo del Lavoro

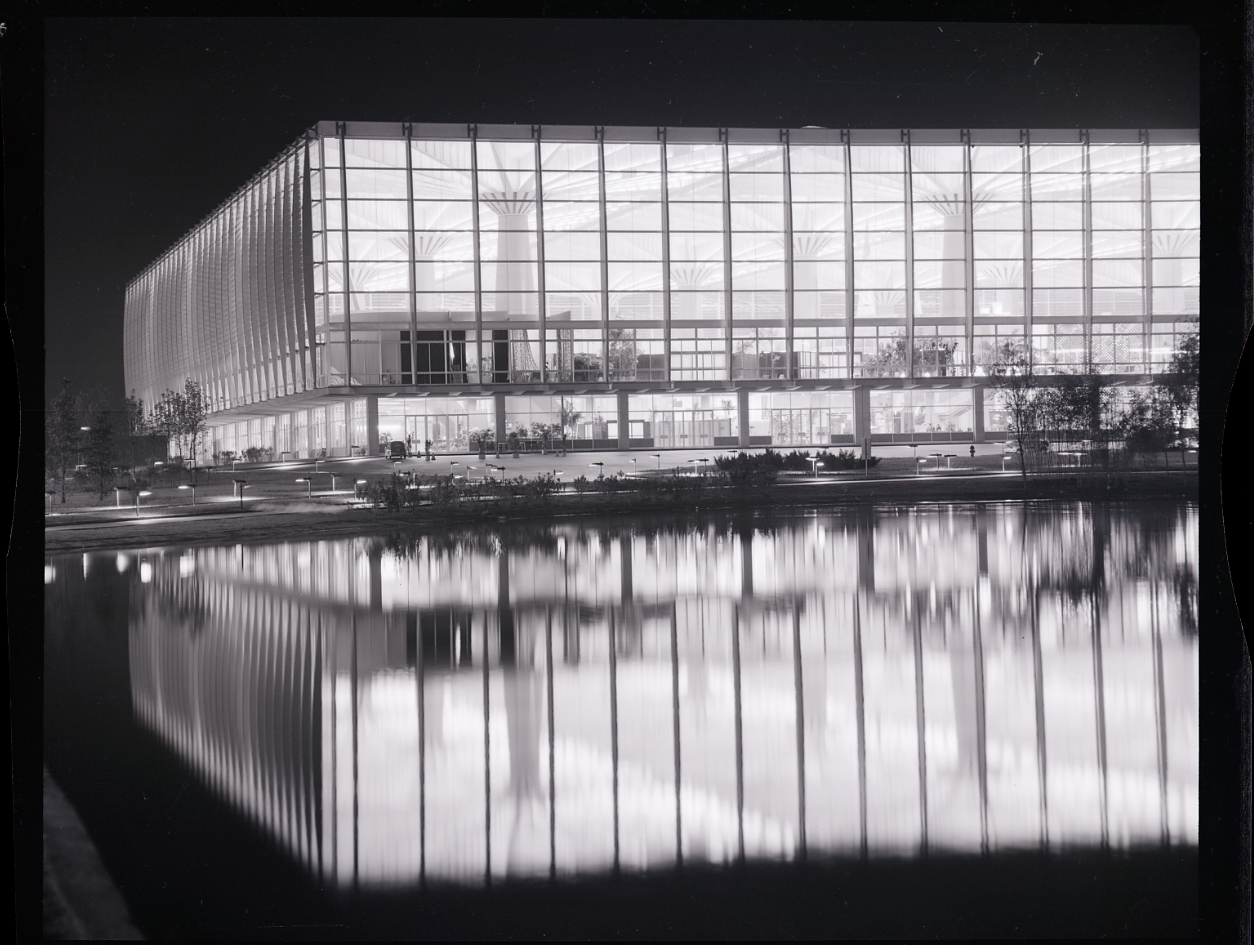
Palazzo del Lavoro. Dodane przez Paolo Monti, 1961

Palazzo del Lavoro – hala wystawowa położona w Turynie. Obiekt został zaprojektowany przez Pier Luigi Nervi i Gio Ponti z okazji wystawy Italia '61. Budynek oddano do użytku w roku 1961. Obiekt był jednym z najważniejszych podczas trwania wystawy. Mieściły się tutaj urzędy Wydziału Ekonomii Uniwersytetu Turyńskiego oraz klub nocny.
W 2020, po wieloletnim nieużywaniu, stał się własnością spółki Cassa depositi e prestiti.